# Philoponella arizonica
Espèce
Synonymes
- Uloborus arizonicus Gertsch, 1936

Philoponella arizonica est une espèce d'araignées aranéomorphes de la famille des Uloboridae.

## Distribution
Cette espèce se rencontre aux États-Unis en Arizona et au Mexique,.

## Description
Les mâles mesurent de 4,0 à 6,4 mm et les femelles de 6,7 à 8,0 mm.

## Publication originale
- Gertsch, 1936 : Further diagnoses of new American spiders. American Museum novitates, no 852, p. 1-27 (texte intégral).